# Gilberto Barbosa Nunes Filho
Gilberto Barbosa Nunes Filho (* 19. September 1989 in Alvorada), welcher unter dem Pseudonym Betão bekannt ist, ist ein ehemaliger brasilianischer Fußballspieler. Er spielte für den FC Juárez in der Ascenso MX.

## Karriere
Zur Saison 2015/16 wechselte er nach Mexiko zum FC Juárez und debütierte dort am 23. August 2015 in der Ascenso MX. Beim 2:1-Sieg gegen Venados FC wurde er über die gesamte Spielzeit eingesetzt. Mit seiner Mannschaft konnte er die Apertura 2015 gewinnen und sie qualifizierten sich für die Aufstiegsspiele in die Liga MX. Bei diesen konnte man sich nicht gegen Club Necaxa durchsetzen und verpassten den Aufstieg. Nach der Saison 2016/17 verließ er den Verein. Der Spieler kehrte in seine Heimat zurück und unterzeichnete hier für die Spiele um die Staatsmeisterschaft 2018 bei Toledo Colônia Work. Im Anschluss trat er ab Juli des Jahres wieder in Mexiko für Tampico-Madero FC. Zum Jahresende endete seine Laufbahn, welche er Anfang 2019 beim EC São Luiz endgültig ausklingen ließ.